# 埃拉孙
埃拉孙（西班牙語：Erasun）是西班牙纳瓦拉的一个市镇。总面积26平方公里，总人口173人（2001年），人口密度7人/平方公里。